# Badia Sabra Haddad
Badia Sabra Haddad (arabe : بديعة صبرا حداد) (1923-2009) est une formatrice en techniques vocales et chant lyrique.  Elle a formé des générations de chanteurs et de chanteuses à la musique orientale et occidentale.
Elle est directrice de la section lyrique du Conservatoire libanais national supérieur de musique de 1972 à 1987 ; nombre de ses élèves ont accompli des carrières internationales.

## Biographie
Elle naît dans le village de Qornayel (District du Metn), dans la famille al-Achkar (tel est son nom de naissance), dans une fratrie de 12 enfants. À l'âge de sept ans elle vient travailler chez Wadia Sabra, fondateur du Conservatoire libanais national supérieur de musique, également connu pour être le compositeur de l'hymne national libanais,,, et son épouse Adèle Misk. Un jour où elle n'avait que 14 ans, Wadia Sabra la surprend en train de jouer du piano et de chanter un air d'opéra, dès lors il deviendra son professeur, l'envoie à l'école au Protestant College et l'intègre comme élève au Conservatoire libanais national supérieur de musique dès 1942. En 1944 elle donne son premier récital de chant sous le patronage du Président de la République, Béchara el-Khoury. Elle obtient son diplôme de fin d’études de chant en 1949.
Wadia Sabra n'ayant pas d'enfant, il lance la procédure d'adoption de Badia à travers l'Église Nationale Évangélique de Beyrouth en 1948. Elle sera officiellement adoptée par décret du 26 janvier 1950.
En 1949, elle est nommée professeure de matières théoriques au Conservatoire national, et en 1951, elle y est désignée au poste de professeur de chant qu’elle occupe jusqu’en 1986. Parallèlement à ses activités de professeure, elle se produit dans plus de 170 récitals de chant et présenta plus de 150 auditions d’élèves.
En 1953 elle reçoit une bourse qui lui permet de travailler au Conservatoire de Venise sous la tutelle du professeur Mirco Bonogni et Toti Del Monti et Maria Delariza ; elle y obtient à deux distinctions honorifiques.
En 1954, elle se rend à La Scala de Milan où elle approfondit sa maîtrise du chant sous la direction de Luigi Malatesta, ancien directeur de la Scala, et sa connaissance de la musique de chambre sous la direction de Luigi Ricci, professeur d’Opéra et Maria Rotta. A Rome, elle est présentée à la radio italienne où elle interprète des œuvres occidentales et orientales. 
En 1956 elle chante probablement son dernier récital en publique en présence du président libanais Camille Chamoun.Le 22 Décembre 1956, elle épouse Michel Haddad qui est son élève de chant. Dès lors elle se consacrera entièrement à l'enseignement. 
En 1970, elle est professeure à l’École Normale d'Ashrafieh. En 1972-1973 le Conservatoire lui confie la direction de la branche de chant et celle de la Classe d’Opéra. En 1979-1980, elle devient professeure à l’Institut de Musicologie de l'Université Saint-Esprit de Kaslik jusqu'à sa retraite en 1998.
Elle meurt le 25 Janvier 2009 dans sa maison à Badaro.

## Ses élèves
Selon le journal Al-Akhbar, des chanteuses orientales aussi célèbres que Fayrouz, Magda El Roumi, Julia Boutros, Marie Sleiman et le chanteur Ghassan Saliba, ont «travaillé avec elle» et Randa Ghossoub.
Parmi ses élèves au Conservatoire figurent le baryton Garbis Boyagian, la soprano Sona Ghazarian, la mezzo-soprano Maro Partamian, la soprano Sylva Bedoyan, le ténor Roland Ghattas, la soprano Gerda Yves Grossopp, Ronza, Ghada Ghanem, Fouad Fadel, Marie Mahfouz, Mai Nasr, Afaf Elias. 

## Récompense
- Le 4 octobre 1986 elle obtint le mérite libanais décerné par le président de la république, Amine Gemayel, représenté par le gouverneur du Mont-Liban Samih El Solh, à l’Auditorium de l’USEK[1].

De nombreuses informations sur la vie de Badia Sabra Haddad proviennent du travail à partir d'archives du baryton et musicologue Fady Jeanbart,.